# 이슬람 철학
이슬람 철학 (영어: Islamic philosophy)은 철학 중에서도 이슬람 문화권을 중심으로 발달한 철학이다. 아라비아 철학이라고도 한다.

## 기원
이슬람에서의 '철학'의 시작을 넓게 정의하면 이슬람교가 성립한 시점이라고 파악하는 것도 가능하다.
이슬람의 가르침도 원래 '철학적'이고, 꾸란의 해석을 둘러싼 논쟁·칼리프의 후계자 분쟁 (시아파와 수니파)의 대립 등은 대표적) 등, 넓은 의미로의 '철학적'인 논쟁은 이슬람교 성립 당초부터 계속되고 있었지만, 통상은 그리스 철학이 이슬람 세계에 이입된 것을 가지고, 독립한 하나의 학문으로서의 '이슬람 철학'을 시원이라고 보는 것이 통상이다. (본항에서는 이를 말한다)
이슬람 세계에 그리스 철학이 전해진 것은 시리아를 개입해서였다. 이슬람 철학은 파르사파 (falsafah)로 불렸다. 이는 아라비아어는 아니고 그리스어 (φιλοσοφια)에 유래하는 것으로, 영어 등에서 철학을 의미하는 philosophy와 동어원이다. 그러나, 파르사파로 불리는 이슬람 철학은 당시로서는 그러한 학문으로서의 인식이나 명칭은 존재하지 않았다. 이는 후세의 철학사 연구에 의해서 그 존재가 처음으로 인정되었다는 특징의 것이었다.

## 특징

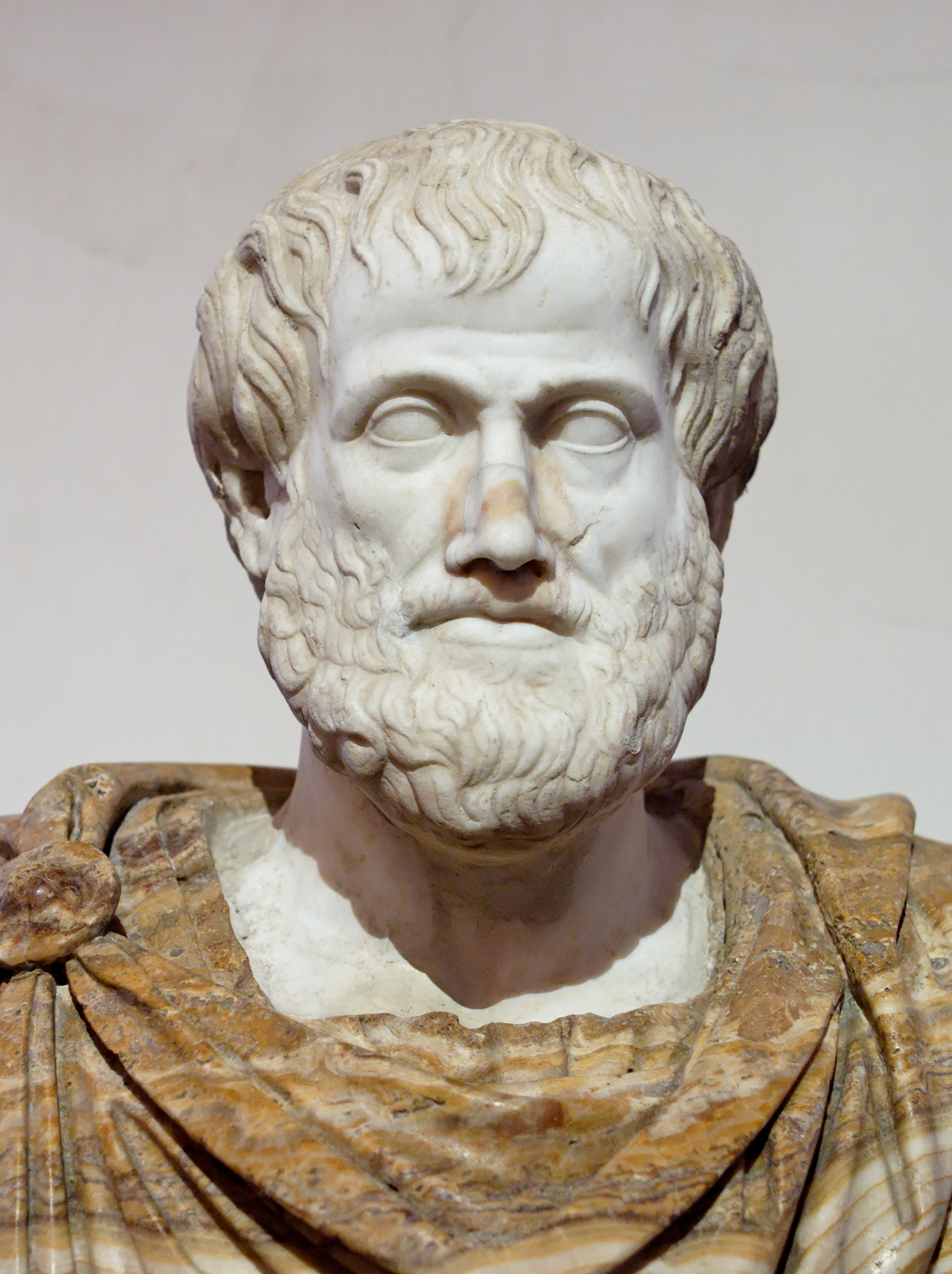
아리스토텔레스. 이슬람 철학에 큰 영향을 주었다. 그러나, 아리스토텔레스의 것이 아닌 저작도 아리스토텔레스의 것으로 되어 있기도 했다.

서양 철학과 비교해 종교 (이슬람교)와 밀접하게 관련되고 있는 것이 특징으로 신비주의적인 요소가 강하다. 기원은 이슬람 세계의 유럽 방면의 확대와 함께 이슬람 세계에도 이입된 플라톤이나 아리스토텔레스의 고대 그리스 철학이었다. 유일신 알라를 신봉하는 이슬람의 가르침으로는, 이는 이문화의 생각이며, 이슬람 신학 (카람)과 자주 대립하기도 했다.
이슬람 철학이 가장 돋보인 것은 지리적으로도 확대기인 9세기부터 10세기 (아바스 칼리파조기)에 걸쳐이다. 당시 그와는 대조적으로 유럽 세계에서는 기독교적 세계관이 지배적으로, 고대 그리스의 철학 등은 벌써 정식 무대에서는 멀어져 철학의 역사로부터는 일시적인 쇠퇴기이기도 했다. 유럽 세계에서 철학이 다시 개화하는 것은 이슬람 철학자들에 의해서 계승되고 있던 아리스토텔레스나 플라톤의 철학이 다시 유럽에 초래된 것에 의한 것이다. 따라서, 유럽의 철학의 흐름을 생각해도, 이슬람 철학이 완수한 역할은 놓칠 수 없는 것이다.
또한 쫓고, 상술하지만, 번역 활동으로 발단해, 아비센나와 오고, 아베로에스으로 이슬람 철학 (파르사파)은 끝이라는 견해를 산견할 수 있지만, 순수하게 철학이라는 것을 생각하면 이도 가능하다. 그렇다는 것도, 이슬람 철학은 그 다음은 신비주의·신학과 불가분한 존재가 되어, 파르사파와는 이질의 것으로 변질하며 갔기 때문이다. 그 후의 이슬람에서 철학이 현저하게 되는 것은 근대화와 함께 다른 학문·기술 등 모두 이입되고 나서이며, 이슬람 철학 외, 서양 철학을 중심으로 현재는 이슬람 문화권 내에서도 하나의 학문 분야로서 인지·연구 교육되고 있다.

## 이슬람 철학의 맹아

### 이슬람 세계에의 그리스 문화의 이입 (번역 시대)
7세기에 이슬람 세계가 성립하면 (이 근처의 역사는 이슬람 제국, 우마이야 칼리파조, 아바스 칼리파조의 항을 참조), 무하마드의 사후, 정통 칼리프 시대를 거치고, 아랍인 지상주의를 취하고 있던 우마이야 칼리파조이 750년에 멸망한 후 아바스 칼리파조이 성립했다. 아바스 칼리파조은 비아랍계인 페르시아인으로부터의 지지도 있고, 아랍인 이외의 이슬람교들에게도 길을 연 세계 제국으로 바뀌어 갔다. 이 지배 하에는 페르시아나 이집트 등 그리스 문화의 영향이 현저하게 남아 있는 지역도 포함되어 있어 거기에는 철학을 시작으로 하는 의학·수학·천문학 등의 제학문이 그리스 시대의 것으로부터 이집트나 시리아 등의 동 지중해 연안의 각지에 남아 있었다. 아바스 칼리파조은 바그다드에 시리아인 학자를 부르고, 시리아어의 그리스 문헌을 아라비아어로 번역시켰다. 이슬람 철학의 기원의 하나로서 아라비아어에의 번역 활동이 있다는 것은 놓칠 수 없는 것이다.
철학에 관해서 말하면, 기독교와 그리스 철학의 대치에 반박을 위해 혹은 철학적 방법에 따르는 기독교의 사상적 전개를 뒤지기 위해, 그리스 철학의 접수를 했다. 시리아의 것에 정당성을 갖게하기 위해, 철학적인 방법을 이용하고 있었으므로, 아바스 칼리파조의 지배 하에 있어도 철학의 문헌이 남아 있어 이슬람교도들도 이용할 수 있었다.
5세기부터 10세기에 걸쳐, 시리아의 기독교도 (네스토리우스파의 기독교도)는 아리스토텔레스의 문헌, 포류퓨리오스, 가짜 디오뉴시오스 호 아레오파기테이스의 저작을 그리스어로에서 시리아어로 번역했다. 이는 주로 에젯사의 네스토리우스파 또 레사이나와 카르키스의 단성론파에에깨졌다.
832년에 압바스조 제7대 칼리프·알마으문은 바그다드로 번역을 실시하는 관청을 두었다. 이것이 이른바 지혜의 집 (바이트 알=히크마)이며, 그리스어나 시리아어, 파후라비어에 가세해 인도로부터도 늘어뜨려진 산스크리트어 등 다양한 문헌이 모아져 이것들을 서로 번역·연구를 했다. 특히 의학 외에 천문학·점성술 관계의 문헌의 번역이 번성하고, 천문대나 도서관 등의 시설도 병설되고 있었다. 일상의 예배나 농사달력에 관련되는 등에 달력의 제정에도 천문학이나 점성술의 지식은 빠뜨릴 수 없는 존재였기 때문에, 이 시대의 번역업이나 관측의 사적은 후세의 이슬람 사회나 제정권에도 다대한 혜택을 주고 있다. 또, 동시에 아바스 칼리파조은 쿠데타에 의해서 우마이야 칼리파조를 타도 해 탄생한 정권이었기 때문에, 스스로의 정권의 정통성을 입증하기 위해 논리학적인 지식을 바라고 있던 면도 있다. 이에 의해서 아리스토텔레스를 시작해 그리스의 제저작 및 아리스토텔레스 주해서가 아라비아어권에 소개되었지만, 단순한 지적 욕구라는 것보다도, '오르가논'이나 '트피카' 등에 대표되는 아리스토텔레스에 의해서 확립된 논리학의 방법론을 체제측이 배우기 위해라는 현실적인 요구도 있었다. 그러나, 동시에 이에 의해서 고대 후기의 신플라톤주의의 영향이 진한 아리스토텔레스 해석이 소개되게 된다.
또 게다가 이 시리아어 (안에는, 그리스어로부터의 번역도 있었지만)가 기독교도 등에 의해서 아라비아어로 번역되고 있었다. 이에 의해, 이슬람교들에게도 그리스 철학의 연구가 가능했다. 이 번역은 현재 봐도 고수준의 정확함의 것도 있었다. 이에 의해, 이슬람교들도 신플라톤주의, 아리스토텔레스, 플라톤, 플로티노스 등을 번역할 수 있게 되었다. 다만 이슬람교들이 아리스토텔레스의 저작이라고 생각하고 있던 저작이 실제는 플로티노스의 것이듯이, 약간의 와전이 있었다. 또 이슬람교의 철학자들은 의사나 수학자이기도 했으므로 아르키메데스나 갈레노스 등의 저작도 번역되었다.

### 샤리아의 해석과 철학의 발전
이러한 번역 활동은 확실히 이슬람에게 철학을 가져왔지만, 이것만으로는 이슬람 철학의 성립의 계기라고는 볼 수 없다. 그들이 정말로 철학적 방법을 필요로 한 것은 샤리아의 해석이 다양화해 왔기 때문이었다. 벌써 무하마드의 무렵과는 달리 이민족의 이슬람교들을 거느린 세계 제국이 되어 있던 이슬람 제국은 이미 꾸란과 하디스만으로는, 완전히 해결될 수 없는 것이 되었다. 완전히 해결될 수 없는 경우는 학자들의 합의에 의해서 결정되는 것으로 여겨져 고립한 추론은 기피되고 있었다. 유연하게 제정되고 있는 샤리아에서의 정확한 해석이 필요하게 되어 왔고, 많은 학자가 다른 사람의 이설보다 자설이 올바르다고 생각하고 있었다. 이러한 가지각색인 해석으로는 합의에도 지장이 나오므로, 객관적 타당적인 입장으로부터의 견해를 가지기 위해서, 철학적 방법이 환영되었던 것이다.
그러나, 이에 의해 샤리아 논의와 그 정당성을 주장할 때에, 신학 (카람)과의 대립이 발생했다. 신학은 일반적으로 받아 들여지고 있으면, 논증하는 것은 필요하게 되지 않는 전제 (즉 종교적인 교의)로 논의되어 법해석의 올바름을 증명하려고 하고 있었지만, 철학은 확실히 의심할 수 없는 전제가 요구되고 있어 비록 이슬람교에서의 종교적인 교의에서도 논리적으로 올바르지 않은 한, 결코 받아 들여지지 않고, 그것을 전제로 한 논의나 추론은 결코 증명되는 것으로는 되지 못하고, 기피되어야 하는 것이 됐다. 이는 철학과 신학과의 사이에 불화가 발생해, 철학자와 신학자의 사이에 격렬한 서로 욕설까지 발전했다. 철학자들은 신학을 '모순점을 조롱해, 적대자나 이단을 논박할 만한 발전성이 없는 학문'이라고까지 평가했지만, 그러나 실제는 단순한 관점의 차이 (텍스트 해석 (신학)과 논증할 때의 전제 (철학))이며, 양쪽 모두에 귀결하는 점으로는 결국, 큰 차이는 없었다고 한다. 어쨌든, 다양화되어 혼돈되어 온 이슬람의 법해석의 타개책으로서 철학은 환영되었던 것도, 이슬람 철학 발전의 요인의 하나이다.

## 동방 이슬람 철학
이슬람 철학의 세계는 홍해를 경계로 동서로 나눌 수 있다. 동방 이슬람 세계와 서방 이슬람 세계에서는 각각 다른 특징의 철학이 전개되었다. 여기에서는 항목의 성질상, 개관에 그치므로 자세한 것은 각 사상가의 항 참조. 동방 이슬람 철학의 세계는 아라비아 반도 뿐만 아니라, 페르시아나 중앙 아시아 일대에까지 미친다. 동방 이슬람의 철학자들은 많은 페르시아나 중앙 아시아 출신 등 비아랍권의 인물이 많았던 것이 특징이다. 이는 이슬람에서 철학이 외래의 학문인 것을 이야기하는 특징이라고 할 수 있을지도 모른다. 별명, 아라비아 철학이라고도 말하고 있지만, 이것은 아라비아인이 다루었다는 의미가 아니고, 아라비아어로 철학이 전개되었다는 의미이다. 아라비아어는 이슬람교 이외에도, 부근의 유태교도·기독교도 등에게도 널리 알려지고 있던 것이었다.

### '아랍의 철학자' 킨디

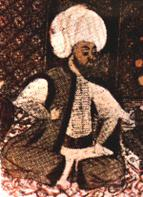
킨디

최초로 이슬람 철학사에 등장하는 인물은 아랍인 철학자 아부 유수프 야꿉 이븐 이스하끄 앗삽바흐 알킨디 (801년경 - 866년경)이다. 그는 별칭으로서 '아랍의 철학자'라고 불리고 있다. 하나 하나, 아랍인인 것을 언급되는 것은 전술과 같이, 오랫동안 철학 등의 사상 관계로는 시리아계나 이란계 등 사람들의 활약이 눈에 띄어, 순수하게 아랍계의 출신자는 오히려 드문 케이스였기 때문이다.
그 이름이 나타내는 대로, 그는 쟈히리야 시대에 해당하는 5세기 후반에 아라비아 반도 중앙부의 네지드 고원에 여럿 힘을 자랑해, 킨다 왕국을 쌓아 올린 아랍 유목민 킨다족의 혈통이었다. 그는 전항의 번역 시대에 바그다드를 활동의 중심에 해 막대한 양의 번역이나 저작을 다루어 그 수는 250을 넘었다고 한다. (그러나, 현존 하는 것은 40작품 정도이다). 킨디는 철학자는 경험계의 모든 것의 본질을 연구하지 않으면 안 된다는 백과 사전적인 생각을 가지고 있어 지리·역사·수학·음악·의학·정치 등 광범위한 장르에 건너 지식을 가지고 있었다. 그 자신은 그리스어를 풀지 않았던 것 같지만, 그리스어 문헌으로부터의 번역의 의뢰나, 진짜 아랍의 유명한 민족의 혼자로서 풍부한 아라비아어의 지식을 살린 그 번역 지도에 임하고 있었다. 특히, 아라비아어에 의한 철학 어휘의 확립에 다대한 공헌을 하고 있다. 아리스토텔레스 관련으로 말하면, '형이상학'이나 '신학' (그러나 실제 이는 아리스토텔레스의 저작은 아니고 플로티노스의 '에너지 어데스'이다)에서 클라우디오스 프톨레마이오스의 '지리학' 등 중요한 것이 많았다.
킨디는 인간의 지성을 4개에 나누어 능동적 지성, 가능태에서의 지성, 획득된 지성, 현실태에서의 지성과 후의 이슬람 철학의 기초가 되는 지성론을 전개했다 (벌써, 이 시점에서 아리스토텔레스가 아니고, 신플라톤주의의 생각이 되어 있다). 그는 신을 진리 (핵)라고 인식해, 철학 독자적인 목표를 '인간의 능력의 한계 내에 있어 가능한 한 사물에 실로 있는 그대로에 인식하는 것'이라고 해, 이와 같이 획득한 진리 (이는 이슬람 신자에만 보증되는 것은 아니라고 한다)야말로 보편이라고 주장했다. 또, 신에 의한 무로부터의 창조나 계시의 우위성 등, '완전한 1자'로부터 창조가 시작했다는 플로티노스계의 유출론이 우위가 되는 후세의 철학자들에게는 볼 수 없는 사상적 특징을 가진다. 이와 같이 킨디는 이슬람 철학에 독자적인 길을 연 인물이라 할 수 있다.

### '제2의 스승' 파라비
아리스토텔레스가 '제일의 스승'이라고 이슬람 세계에서 바라봐져 아리스토텔레스의 철학 해석이 융성해 나가는 중, 거기에 계속되는 '제2의 스승'이라고 불린 파라비 (870년경- 950년)는 킨디가 열린 길에 기초를 굳힌 인물로서 알려져 있다. 킨디와 같이 그도 저작이 많아, 특히 아리스토텔레스의 주석서는 많아, 아베로에스를 넘는 것이었다. 킨디와 비교해서 파라비는 아리스토텔레스의 이해도 정확했다. 그도 킨디와 같이 진리를 추구하는 정열은 확실한 것이며, 그도 물론 이슬람교였지만, 진리에 반대하는 것이면 복종해야 할 것은 두의 꾸란조차도 용서되는 것은 아니라고 생각하고 있었다.
파라비는 철학은 진리를 요구하는 학문이며, 사람은 이에 전념만 하면 최고의 정신의 경지로 도달할 수 있다고 생각했다. 파라비는 이슬람적인 것보다도, 철학적이어야 한다고 생각하고 있었다. 그러나, 이슬람을 시작으로 하는 종교에 대해서 적의를 안고 있던 것은 아니다. 그는 이슬람에 철학의 개념을 도입하는 것에 의해서, 이슬람의 국가, 정치, 사회가 안정되도록 생각하고 있었다. 또, 파라비에 의하면, 이슬람에서 중요한 개념인 계시는 본래 철학자가 직접적으로 형이상학적 인식으로서 파악해야할 것으로 해, 예언자 무하마드는 이를 형상적, 시적으로 표현한 천재이지만, 철학자보다는 일단 아래라고까지 생각하고 있었다.
또, 논리학에도 뛰어나고 있어 후의 유럽의 스콜라 철학에서 대논쟁이 된 이른바 보편 논쟁은 파라비로 발단하고 있다고도 한다. 그 밖에도, 세계의 존재를 신플라톤주의적인 유출론으로부터의 설명을 실시하거나 형이상학이나 킨디도 논하고 있던 지성론을 근거로 10의 지성 유출설 등 깊은 논급을 해, 이슬람 철학에서 위대한 존재의 인물인 것은 물론이지만, 파라비의 논급한 문제는 후의 유럽의 중세 철학의 요점이 되는 것이었다.

### 이븐 시나
파라비가 계속되는 철학자가 이븐 시나 (980년 - 1037년)이다. 그는 동방 이슬람 철학에서의 절정기의 철학자라고 해도 지장 없다. 그는 아리스토텔레스의 주해에 다대한 힘을 쏟아, 또 독력으로 수학·물리학·철학·의학을 거두어 그 이름을 이슬람 중에 울리고 있었다고 한다. 여러 번의 정변으로 반드시 행복한 인생을 늦지 않았지만, '의학전범'·'치유'·'구제'·'지시와 권고' 등의 장대한 철학 체계는 현재에도, 아직도 연구 도상 중이다.
그 논급은 다방면에 이르지만, 안에서도, 기본 자세로서 관철하고 있는 것이 존재 일반의 문제, 즉 형이상학이다. 아비센나는 '공중 부유 인간'설을 가지고, 존재라는 것을 말했다. (이 비유는 중세 유럽에 논의를 부른다) 즉, 진공 중에 부유하고 있는 완전한 한 명의 인간이 있다. 단지, 완전하게 맹목이며, 밖을 볼 수 없다. 진공이므로 공기의 촉감조차 느껴지지 않는다. 그는 그러한 상황으로 무엇을 느낄 수 있다면, 자신의 존재이다. 즉, '나의 존재'라는 자신의 존재는 확실히 긍정한다는 것이다. 이에 존재는 외와 달리 본질적으로 직관지라고 해야 할 물건이며, 근세 데카르트의 유명한 '코기토 에르고 숨'의 명제의 선구적 실적을 내걸고 있다고 말할 수 있다. 이 존재의 입장으로부터, 이븐 시나는 자연과학이나 수학과 같은 절대적인 존재의 본연의 자세를 파악하지 않는 학문과 형이상학의 독자성을 주장한다.
그 외 , 지성·가능성·보편성의 문제 등 중세 혹은 근세·근대의 철학사상에서 논급되어 온 문제의 선구적 실적을 남긴 인물이었다. 또, 한 편으로 신비주의적인 경향이 인정되어 아리스토텔레스의 해석으로서의 이슬람 철학 이외에도, 신비주의적인 조명 철학이라고 명명한 독자적인 체계를 생각하려고 했다. 이븐 시나 자신은 이쪽이 자신의 생각에 가까운 철학이라고 생각하고 있던 것 같지만, 현존하는 자료가 부족하고 자세한 것은 모르는 현상이다.

### 가잘리와 철학 비판
킨디로부터 아비센나까지 와, 신학자 가잘리 (1058년 - 1111년)의 출현으로 동방 이슬람 철학은 큰 변절점을 맞이한다. 바그다드의 니자미야 학원에서 교편을 취하고 있던 가잘리는 신학자였지만, 철학적 사유 방법에도 뛰어나고 있어 본래의 진리란 무엇인가 생각하고 있었던 동시에, 아비센나를 대표로 하는 신플라톤적 아리스토텔레스의 이슬람 철학은 진리의 형해만을 알아, 산 진리를 파악하려고 하지 않는다고 그는 생각했다. 그리고, 철학자들은 신의 전지의 부정이나 개체지 등 꾸란의 가르침에 반하는 내용을 말하고 있었지만 이것을 종교적인 입장이 아니고, 철학적 형이상학적인 입장으로부터 반박하려고 했다. 저 '철학자의 자기모순 (혹은 자멸)'은 그 집대성이다.
이슬람 철학자들은 아리스토텔레스의 영향으로, 세계는 시간적으로는 무한하고, 꾸란과 같이 신의 창세라는 시원을 요구하는 것은 모순으로서 부정했지만, 가잘리는 신의 창세는 시간적인 문제가 아니고, 본질적인 문제이며, 예를 들면 태양과 같이 태양의 본체와 빛은 동시에 존재하지만, 본질적으로 태양이 있으니까 빛을 발하는 것이며, 본질적으로 태양 본체가 먼저 존재하는 것이라고 했다. 철학자는 시간적인 상대적인 입장과 이러한 본질적인 입장을 혼동하고 있다고 비판했다. 이 그 밖에 철학자가 부정한 신의 개체지의 증명이나, 인과율 부정 등, 후의 영국 철학자 흄을 선취한 내용의 철학을 말하거나, 다양한 비판 활동을 실시했다. 이러한 철학 비판은 원래 철학 사상에 반감을 가지고 있던 일반 신자의 사람들로 결정타를 날려, 동방 이슬람의 각지에서 아비센나의 책이 '무신론'이라고 비난 당해 구워 버려지거나 짓밟혀지는 사태가 되었다.
이 사태에도 불구하고, 철학자 중에서 반박하는 것은 있지 않고, 고대 그리스 철학의 이입에 시작한 동방 이슬람 철학은 서서히 그 양태를 신비주의적인 것으로 변질해 나간다. 또, 가잘리의 비판에 대한 반박은 '자기모순의 자기모순 (혹은 자멸의 자멸)'이라는 가잘리 비판에 호응하는 제목의 책을 낸 아베로에스로 대표되듯이, 철학의 무대는 이베리아반도를 중심으로 한 서방 이슬람 세계로 옮겨 간다.

### 그 외 활약한 철학자들 (동방 이슬람)
번역 시대에는 이슬람교도 이외에도, 번역 활동에 종사하고 있던 인물이 많다. 또 동시대에 킨디 외에 이븐 자카리야 라즈가 있다. 또, 파라비의 제자에는 아미리, 야하야 이븐 아디 등이 있다. 이븐 시나의 제자에는 이븐 마르즈반이나 아브 장미카트 바크다디 등 스승의 계승을 도모한 인물이 있다.

## 서방 이슬람 철학
역사적으로 보면, 서방 이슬람 철학이 발전한 것은 아바스 칼리파조이 쇠퇴·멸망한 후의 12세기 - 13세기의 일로이다. 이 시기는 아비센나나 가잘리도 이미 이 세상의 사람이 아니고, 정확히 시기적으로도 동방 이슬람으로부터 바톤 터치된 형태로 서방 이슬람 철학은 융성했다. 물론, 이 시기 이전에도 서방 이슬람 세계에도 철학자는 존재했지만, 동방 이슬람을 전수했다는 공적에 지나지 않았다고 보여지고 있다. 서방 이슬람으로는 지성의 본연의 자세, 개인과 사회의 관계나 철학과 종교의 관계 등에도 중점이 두어져 세계의 창조나 영혼론에 중점을 둔 동방 이슬람 세계와는 한 가닥 다른 특징의 철학이 전개되었다.
이 시기에는 아프리카 출신 이슬람의 무라비트 왕조 그 다음에 무와히드 칼리파조이 흥해, 이슬람의 세력은 북아프리카를 거치고, 이베리아반도에까지 달하고 있었다. 무라비트 왕조은 당초는 이슬람의 최초의 모습을 되찾으려고 한 보수적인 왕조였지만, 점차 그것도 희박해져 사상적으로는 완전하게 부패해 버리고 있던 왕조가 되어 버렸다. 사람들은 꾸란을 단지 암송하는 것만으로 있어, 크루 안에 쓰여져 있는 내용에의 질문이나 연구는 결코 터부로 여겨졌다. 이슬람에서 신성으로 되어 있던 하디스조차, 쓰레기와 다름없게 취급하고 있었다고 한다. 이 사상사적으로도 부패해 버린 왕조는 당시의 신학자 가잘리에게도 통렬하게 비판되었다. 이 왕조를 타도해, 문화적인 부흥을 내건 신왕조가 탄생했다. 이것이, 무와히드 칼리파조이다.
서방 이슬람이 활발하게 된 것은 이 무왓히드조 아래였지만, 그들도 원래 사상사적 배경이 부족했기 때문에, 때의 칼리프, 아브 야아크브가 철학·신학 쌍방의 발전을 왕조의 정책의 일환으로서 내걸어 발전했다는 경위를 가진다. 따라서, 서방 이슬람의 철학은 아비센나를 시작으로 한 동방 이슬람과의 제휴는 얇고, 서방 이슬람은 대체로 독자적인 사상 전개를 한 철학이라고 해도 좋다. 또, 가잘리에 의한 철학 비판을 해 철학이 큰 변절점을 맞이한 동방 이슬람 세계와는 달리, 이베리아반도를 중심으로 한 서방 이슬람 철학은 또 독자적인 시점에서 그리스 철학을 받아 들이고 있었다. 후술하지만, 그들의 철학은 그 후의 이슬람 사상의 전개로는 영향을 주지 않고, 오히려 그 성과는 중세 유럽의 사상의 발전에 영향을 주었다. (라틴·아베로이스트들. 이는 후술) 이는 사상 전개는 물론이고, 지리적인 위치도 적지 않게 영향을 주고 있다고 말할 수 있다.

### 이븐 밧쟈
서방 이슬람 철학은 이븐 밧쟈 (? - 1138년)에 시작한다. 유럽으로는 라틴어화된 아베파케라는 이름으로 알려져 있다. 그는 왕조의 재상을 맡고 있던 정치인이기도 했다. 그는 행정에 관한 일이기도 하지만, 일을 위해서 여러 가지 지식을 가지고 있었다. 이러한 정치인으로서의 프로필도 반영해, 그는 가잘리와 같은 신비주의적인 경향을 싫어했다.
그는 신비가가 요구하는 감성적인 능력이 아니고, 이성적인 능력 (지성)은 핵 (진리)이 파악할 수 있다고 생각하고 있었다. 이븐 밧쟈에 의하면, 우주를 구성하는 것의 최하위의 존재는 감각적인 것으로 차지해져 이 존재에 지성은 존재하지 않는다. 지성으로서의 인간의 존재는 이것보다 고도의 것이다. 그리고 보다 고도의 것은 감성적인 요소가 없어져, 순수하게 지성적인 존재가 된다고 한다. 인간의 지성의 경우, 감각적인 것은 없어지지만, 한층 더 상위에 능동적인 지성이 있어, 인간의 지성이 최고위는 아니라고 한다. 최상위의 존재, 즉 인간보다 한층 더 상위이지만, 이는 최고로 순수한 능동적인 지성을 가진 존재이며, 이 존재는 완전하게 행복한 존재라 한다. 이 완전한 지성과의 합일이야말로, 철학이 요구하는 것과 다름없는 것이며, 이 지성으로서 존재 (진리 혹은 신) 하나가 될 때, 최고의 행복이 방문한다고 한다.
이러한, 인간을 포함한 모든 존재자 중에서 영원적인 능동적 지성을 최고의 능력에 일어나 인류의 지성 (이는 개개의 존재에 환원되는 것이 아니고, 지성은 인류 전체에 하나되는 것으로서 존재하는 생각하고 있었다)은 이 능동적 지성의 유출과 다름없다는 생각은, '지성 유일설'이라는 형태로 후의 중세 스콜라 철학에서 대논쟁이 되었다. 이것은 후에 말하는 아베로에스의 생각이 기본으로 되어 있지만, 기원은 이븐 밧쟈라고 하고 있다. 이 나름 지성적인 신비주의는 감각적인 것을 배제한 경향이 인정되어 가잘리와 같은 신비주의와는 분명하게 이질적인 것이었다.
또 전술과 같이, 이 철학자는 정치인으로서의 얼굴도 가지고 있어 속세의 일로 가득하고, 그의 희망이기도 한 철학의 일에 몰두하는 것이 좀처럼 할 수 없었다. 그것도 반영해 그는 가장 이성적인 존재로서의 인간은 속세로부터 멀어져 한 명 고독한 길을 걷지 않으면 안 된다고 생각하고 있었다. 그의 대표작도 '고독자의 안내'라는 제목이다. 이 속세 (사회)와 개인의 관계는 다음에 나타나는 이븐 트파일에 의해서 명확하게 의식되고 있다.

### 이븐 트파일
이븐 트파일은 이븐 밧쟈의 문하생이었다고 한다. 약간 그의 경력에 불명료한 곳이 있지만, 그라나다 근교의 출생이라고 하고 있다. 그는 무와히드 칼리파조의 시의로도 솜씨를 발휘하고 있었다. 그의 철학 사상은 대표작인 '야크잔의 아이 하이이'에 집약되고 있다. 이는 철학적인 이야기 작품이며, 이른바 철학서와는 구별을 분명히 하는 것이다. 야크잔이란 눈을 뜨고 있는 사람을 의미해, 즉 신이다. 하이이란 살아 있는 사람을 의미해, 즉 이성이다. 즉, 이 제목의 책에 의해서 철학계 전체를 표현하려는 시도이다.
내용의 자세한 것은 생략하지만, 트파일은 이 저작에 의해서, 대다수의 인간이 진리를 알지 못하고 살고 있는 것, 또 알려고 하지 않고 살고 있는 것을 지적하고 있다. 사람들은 신앙에 의해서 구해지려고 하지만, 이것으로는, 현세적이고 저급한 부분 밖에 머물지 못하고, 진리에 도달할 수 없다. 진리를 안다는 행위는 철학으로 밖에 할 수 없다. 종교로는 이를 상징적으로 암시적으로 나타내 보이는 것밖에 하지 못하고, 단순한 한 수단에 지나지 않는다고 한다.
이와 같이 철학을 종교 위에 명확하게 둔 트파일의 사상은 당시의 종교가에게서는 반감을 사, 철학에 대해서 주의의 눈으로 가지고 들켜 버렸다. 그러나, 트파일의 제자이며, 이슬람 굴지의 대철학자 이븐 루시드는 이 문학적인 소설 작품을 이론화하는 것에 노력한 인물이기도 하다 (후술). 이븐 트파일 자신은 철학과 신학을 열애하고 있었을 때인지 칼리프, 아브 야아크브의 총애를 받으면서, 온건하게 생애를 보낼 수 있어 1185년에 고령에 죽었다.

### 이븐 루시드

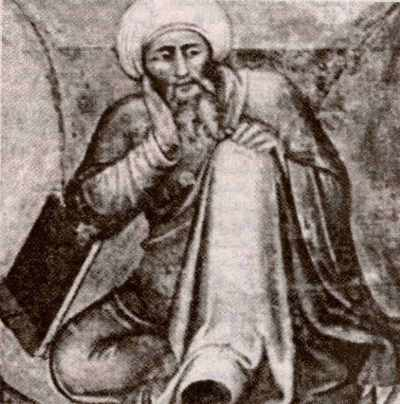
이븐 루시드

이븐 트파일의 뒤를 받아 등장하는 것이,즉 이븐 루시드이다. 그의 이름은 이슬람 굴지의 대철학자로서 서양 철학사에서는 이븐 시나와 함께, 필출의 사상가이다. 이븐 루시드는 1126년에 코르도바에서 태어나 법학·철학·의학으로 이름을 떨쳤다. 그는 이븐 트파일이 은퇴한 것을 받아 왕조의 주시의로서 시중들었다. 칼리프는 이븐 루시드의 철학에 대한 지식의 우수함을 인정해 칼리프의 보호 아래, 아리스토텔레스를 주 해석하도록 들었다. 이 아리스토텔레스의 주석의 실적은 매우 뛰어난 것으로서 후의 서양 철학에 다대한 영향을 주었다.
이븐 루시드는 이븐 시나의 신플라톤주의적인 아리스토텔레스를 비판해, 어디까지나 순수한 모습의 아리스토텔레스의 철학을 응시하려고 노력했다. 이 자세는 후세에 이븐 루시드는 '아리스토텔레스를 신격화한 인물'이라고마저 평되는 만큼이기도 했다. 물론, 아리스토텔레스의 주석 뿐만 아니라, 그의 독자적인 사상은 대부분이 후의 서양 철학사에 논쟁을 불러 일으킨 세계 영원성이나 신의 개체지의 문제, 지성 단일론, 이중 진리설 등 유명하다.
서양 철학자로 후세에서 그의 반박자이기도 한 토마스 아퀴나스까지 미루어진 우주 창조의 영구성은 인정하지만, 시간적인 시작을 부정한 것이다. 이 사상은 신학 상에서는 모순된 생각이지만, 이븐 루시드에 의하면 신학자들은 세계의 창조를 어느 한 점에서만 생각하고 있지만, 그것이 오류이며, 세계는 항상 창조되고 있는 것이라고, 이븐 루시드는 우주 (세계)가 끊임없이 변동하는 중에 하나의 본원적인 질서 (즉 진리)를 보고 있었다. 이것이, 이븐 루시드의 사상의 신념으로도 되어 있다.
이에 의해 독특한 지성 단일론을 말한다. 즉, 지성은 개개인에 의해 다른 지성을 가지고 있는 것이 아니라, 어느 것이든 단 하나로 동일하고 보편적 지성이라는 것이며, 이것이 개개인의 사이에 현현한 것이라는 생각이다. 개개인에 대한 현현의 차이는 있지만, 이 지성이 향해 가는 것은 하나라고 한다. 사람은 개개인의 지성이 완전하게 최고의 지성 (이슬람 철학 용어로 말하면 '능동적 지성')과 합일했을 때, 현세에서 최고의 행복이 방문한다고 한다. 이븐 루시드의 이 독특한 사상은 아리스토텔레스의 해석에 의하는 것으로 되어 있지만 유출론도 보인다.
이에 관련해, 이븐 루시드는 인간의 3단계설을 주창한다. 이 능동적 지성의 기능에 따라, 최하급의 대중, 중간으로 떠나는 신학자, 그리고 최상위의 철학자이다. 그에 의하면, 중간의 신학자만이 '환자'이며, 함부로 성전을 해석해, 잘못된 해석을 베풀어 이것을 절대적인 진리로서 민중에게 주고 있다. 그러나, 이에 의해서 종교를 불필요하고 해악인 것으로 파악할 수 없다. 민중은 이 종교를 통해서, 철학자가 스스로가 직관하는 진리를 가까워지기 쉬운 감각적인 것으로 옮겨 접할 수 있기 때문이다. 그러나, 철학자에게는 벌써 직시해 체득할 수 있기 때문에, 필요가 없는 것이라 한다. 이는 이븐 루시드에 의하면 철학과 종교가 다른 것을 의미하고 있는 것은 아니다. 철학자는 성전의 말의 모순을 어디까지나 추구해, 해석해 나가는 것이 성스러운 의무이며, 한편 일반 민중은 철학자와 달리 지성이 불충분하기에, 지성은 아니고 신앙이라는 능력에 의해서 이 성전에 가까워져야 한다. 민중은 신학자가 잘못된 해석에 유혹해져서는 안 된다고 한다. 따라서, 궁극에는 철학과 종교는 일치해야 한다고 말한다. 이러한 생각은 후세에 이븐 루시드에 대해서 적지 않은 무신론적인 평가가 내려지게도 되지만, 이것은 전의 이븐 트파일의 사상에도 보여지고 있던 것이기도 하다.
이 지성론과 관련해, 인가의 이중 진리설의 제단이 되는 설이 전개되었다. 이는 철학과 종교가 협조시키려는 시도로, 상 모순되는 두 개의 명제가 한 편이 철학의 원리로 진리이면 진리이며, 한편도 종교적 신조에 의해서 진리이면 진리라는 입장이다. 그러나, 이러한 입장은 전에 접한 인간의 3단계설을 봐도 아는 대로, 결과적으로 철학적 진리의 추구를 하는 입장인 철학이 우위에 떠나도록 되어 있어, 오히려 신학 쪽에서 비판을 뒤집어 썼다. 이 이중 진리설은 라틴 아베로이즘의 신봉자에 의해서 기독교 세계에 가져와져서 거듭되는 이단 선고를 받는 것에 도달했다.
이븐 루시드는 1198년에 모로코에서 죽었다. 그의 뒤, 이슬람 세계에서 이 이성 주의적인 철학을 받아 따르는 것은 나타나지 않고, 이슬람 세계에 의한 이베리아반도 지배도 이 후 곧바로 끝나, 그리스 철학의 이입에 시작한 이슬람 철학의 세계는 이븐 루시드의 죽음을 따라, 임종했다고 보는 것이 일반적이다.

## 그 후의 이슬람 철학
이븐 루시드의 죽음과 함께 '아랍 소요학파'라고 불리는 이슬람 철학의 1학파가 마지막을 맞이해 서방 이슬람 세계, 즉 알안달루스나 북아프리카에서의 철학적 활동은 현저하게 감퇴했다. 한 편으로 동방의 나라들, 특히 이란이나 인도에서는 철학적 활동이 훨씬 길게 존속했다. 전통적인 생각에 반해, 디미트리 굿타스와 스탠퍼드 철학 백과사전의 생각으로는 11세기부터 14세기에 걸친 시대는 아랍 철학·이슬람 철학의 진정한 '황금 시대'이다. 이 시대는 가잘리가 논리학을 마드라사의 연구 계획이나 계속되어 일어난 이븐 시나 철학의 융성에 통합했던 것에 시작된다.
서유럽 (스페인과 포르투갈)에서 정치적력이 이슬람교로부터 크리스챤의 조종 아래로 옮겼기 때문에, 당연히 서유럽에서는 이슬람교는 철학을 실시하지 않게 되었다.
이에 의해서, 이슬람 세계에서의 '니시카타'와 '히가시카타'의 교류가 약간 감소하게도 되었다. 오스만 제국의 학자와 특히 오늘의 이란이나 인도의 영역에 있던 이슬람교 왕국에 살아 있던 학자, 예를 들면 샤 와리웃라나 아후마드 시린디 등의 사람들의 연구로부터 아는 것이지만, '동방'의 이슬람교는 철학을 계속했다. 이 사실은 이슬람 (혹은 아랍) 철학을 연구하고 있던 전근대의 역사가의 주의로부터 빗나가고 있었다. 또, 논리학은 근현대까지 마드라사로 계속 가르쳐졌다.
이븐 루시드 이후, 이슬람 철학 후기의 많은 학파가 융성했다. 여기에서는 이븐 아라비 및 못라 새들러가 일으킨 학파 등의 극히 소수의 학파에 언급에 그친다. 그러나 이러한 새로운 학파는 현재도 이슬람 세계에 살아 있으므로 특히 중요하다. 그 안에서도 가장 중요한 것은:
- 조명 학파 (Hikmat al-Ishraq)
- 초월론적 신지학 (Hikmat Muta'aliah)
- 스피 철학
- 전통주의파

### 조명 학파
조명 학파는 12세기에 샤하붓디 스후라와르디가 창시한 이슬람 철학의 학파. 이 학파는 이븐 시나의 철학과 고대의 페르시아 철학을 스후라와르디가 많은 새로운 혁명적인 사상과 조합한 것이다. 이 학파는 신플라톤주의의 영향을 받아 왔다고 여겨진다.
이슬람 철학의 논리학에서는 논리 철학의 사색의 역사 중에서 중요한 혁신인 '확실적 필요성'이라는 개념을 발전시킨 샤하붓디 스후라와르디가 시작한 조명 학파가 그리스 논리학에 대한 포괄적인 논박을 실시했다.

### 초월론적 신지학
초월론적 신지학은 17세기에 못라 새들러가 일으킨 이슬람 철학의 학파. 그의 철학과 존재론의 이슬람 철학에서의 중요성은 후의 마르틴 하이데거의 철학의 20세기 서양 철학에서의 중요성과 정확히 같다. 못라 새들러는 이슬람 철학에서 '진실의 본성을 취급하는데의 새로운 철학적 식견'을 획득해, '본질주의로부터 실존주의에의 대전환'을 완수했다. 이는 서양 철학에서 같은 것이 일어나는 수 세기 전의 일로이다.
'본질은 실존에 앞선다'라는 생각은 샤하붓디 스후라와르디와 그의 학파 조명 학파할 경황은 아니고 이븐 시나와 그의 학파 아비케니즘에까지 거슬러 올라간다. 대하는 '실존은 본질에 앞선다'라는 생각은 이븐 루시드나 못라 새들러의 저서 중에서 이 생각에 대한 응답으로서 발전 당하고 있어 실존주의의 열쇠가 되는 근본적인 개념이다.
못라 새들러에 의하면, '실존은 본질에 앞서, 그리고 본질이 있기 위해서는 실존이 앞서 존재해야 하기 때문에, 실존은 원리이다.' 이는 제일에 못라 새들러의 초월론적 신지학의 핵심에 자리잡아진 주장이다. 사이드 쟈랄 아슈티야니는 후에 못라 새들러의 사상을 요약해 이하와 같이 말했다:
'실존은 본질을 가진다면 일으켜져 순수한 실존이 아니면 안된다 … 그러므로 실존은 필요한 존재이다.'

존재론 (혹은 존재 신학)의 즉 하이데가의 사상이나 형이상학사 비판에 의한 비교를 경유한 연구의 현상학적 방법의 술어에 대해 이슬람 철학자 (및 신학자)에 관한 사상의 술어로 보다 섬세한 접근이 필요하게 됐다.

### 논리학
가잘리의 논리학과 11세기의 마드라사의 학습 계획과의 순조롭게 말한 통합에 의해서, 논리학, 주로 이븐 시나의 논리학을 중시한 활동이 활발하게 됐다.
이븐 하즘 (994년 - 1064년)은 저서 '논리학의 사정'으로 지식의 원천으로서의 지각의 중요성을 강조했다. 가잘리 (알 가젤) (1058년 - 1111년)는 카람에서 이븐 스나 논리학을 이용해 신학에서의 논리학의 사용에 대해서 중요한 영향을 미쳤다.
파크루 알=딘 알=라지 아모리 (b. 1149)는 아리스토텔레스의 '삼단논법 제일격'을 비판되어 있는 종의 귀납 논리를 구축했다. 이는 후에 존 스튜어트 밀 (1806년 - 1873년)이 발전시킨 귀납 논리를 예시하는 것이다. 이슬람 철학의 논리학으로는 논리 철학의 사색의 역사 중에서 중요한 혁신인 '확실적 필요성'이라는 개념을 발전시킨 샤하붓디 스후라와르디가 시작한 조명 학파가 그리스 논리학에 대한 포괄적인 논박을 실시했다. 이븐 타이미야 (1263년 - 1328년)가 그리스 논리학에 대한 또 하나의 포괄적인 논박을 실시하고 있다. '그리스 논리학자에 대한 논박' (Ar-Radd 'ala al-Mantiqiyyin)에서 삼단논법에 관해서, 타당성에는 이론은 없지만 유용성이 없다고 주장해, 귀납적 추론을 선호했다.

### 역사 철학
역사학을 주제로 하는 최초의 연구와 역사학 연구법에 대한 최초의 비판적 고찰은 아랍인이자 아슈아리파의 박식가 이븐 할둔 (1332년 - 1406년)의 작품에 나타난다. 그는 특히 '역사 서론' ('프로레고메나 Prolegomena'로 라틴어 번역된다)과 '조언의 책' (Kitab al-Ibar)을 쓴 일로, 역사학, 문화사, 역사 철학의 아버지로 여겨진다. 또, 그의 '역사 서론'에 의해서 역사 상의 주권국가, 커뮤니케이션, 선전, 조직적 바이어스의 연구의 기초가 쌓아 올려져 있고, 그는, 문명의 성쇠를 논하고 있다.
프란츠 로젠탈은 저서 '이슬람교 역사학의 역사'에서 이하와 같이 말하고 있다:
'이슬람교 역사학은 역사적으로 이슬람권의 학문 일반의 발전과 밀접하게 결부되어 왔다. 이슬람권의 교육에서의 역사적 지식의 지위는 역사에 관한 문헌의 지적 수준에 결정적인 영향을 미쳐 왔다 … 이슬람교는 역사의 사회학적 이해와 역사학의 체계화에 대해 역사의 문헌 중에서 일정한 성과를 올려 왔다. 근대 역사학적 문헌의 발전은 그에 따라 17세기 이후의 서양의 역사가가 다른 문화의 눈으로 세계의 넓은 영역을 볼 수 있게 된 곳의 이슬람교의 저작의 이용을 통해서 속도와 내용에 대해 상당히 진행되어 왔다. 간접적으로 이슬람교 역사학에 의해서 어느 정도 오늘의 역사 사상이 형태 만들어졌다.'

### 사회 철학
가장 유명한 사회 철학자는 아슈아리파의 박식가 이븐 할둔으로, 그는 북아프리카에서는 마지막 유명한 이슬람 철학자이다. 그의 '역사 서론'에서는 구조적 결속성이나 사회적 알력의 이론을 정식화하는데에 선구적인 사회 철학의 이론이 발전 당하고 있다.
또, '역사 서론'은 7권으로부터라면 보편사의 분석의 서론이기도 하다. 그는 사회학, 역사학, 역사 철학의 화제를 처음으로 상세하게 논했기 때문에, '사회학의 아버지', '역사학의 아버지', 그리고 '역사 철학의 아버지'이다.

### 현대 이슬람 철학

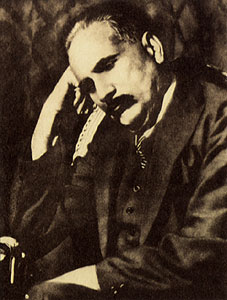
Dr. 무하마드 이크발 (1877년 - 1938년), 영령 인도 제국 (현재의 파키스탄) 출신의 저명한 이슬람교 철학자, 시인, 학자

많은 서양인이 생각하는 것과는 반대로, 샤하붓디 스후라와르디의 'Hikmat al-Ishraq (조명 철학)'이나, 그 후의 못라 새들러의 'Hikmat-e-Mota'aliye (초월론적 신지학)'이라는 황금 시대를 지나 오늘날에도 아직 이슬람 철학은 매우 활발하다. 이슬람 철학을 개설하는데에 또 한사람 피하고는 통과할 수 없는 것은 무하마드 이크발이다. 그는 20세기 초기의 인도 대륙의 이슬람교들의 사이에 이슬람 철학을 재형성·재생했다 보관됨 2014-02-21 - 웨이백 머신. 그는 우르두어와 페르시아어로 시적 작품을 쓰고 있는 한 편으로, '이슬람에서의 종교적 사고의 재구축 (en:The Reconstruction of Religious Thought in Islam )'이 이슬람권에서의 근대 정치 철학의 이정표가 되었다
현대의 이슬람권으로는 '히크마'가 계속해 활발히 배우고 있다.
- 루홀라 호메이니, 이란의 지도자로, 히크마 울 무타리야 학파의 저명한 강사. 이슬람 혁명이 승리하기 이전, 그는 쿰의 신학교에서 철학을 포멀하게 가르치는 얼마 안되는 강사 중 한 사람으로 있었다.
- 아브좃라 자바디=아모리, 대아야툿라로, 열두 이맘파의 마르쟈이다. 그는 이란의 보수파의 정치인으로, 쿰의 하우자의 걸출한 울라마의 한 사람으로 있다
- 무하마드 호사인 타바타바이 (파:علامه طباطبائى)권으로부터 되는 꾸란의 주석서 '알 미잔 (الميزان)' 등 방대한 양의 저서의 작자
- 함카, 즉 하지 아브둘 마리크 카림 아미룻라는 인도네시아의 저술가로, 울라마 정치인, 철학적 사상가, 그리고 '타피르 알 아잘'의 작자이다. 그는 인드네시암후티 의회 (MUI)의 의장이다. 이슬람교에 크리스마스를 축하하지 않도록 말하는 그의 파트와가 수하르토 정권으로부터 비판되었을 때에 사직했다. 자국에서 존경받고 있는 것만이 아니고, 그는 말레이시아나 싱가폴에서도 높게 평가되고 있다.
- 몰테더 모탓하리, 타바타바이의 제일의 제자, 이란·이슬람 혁명의 순교자; 그리고 방대한 양의 책의 저자 (그의 저작집은 전집은 아닌데 25권을 센다). 그는 스승의 타바타바이나 호메이니와 같이, 히크마 울 무타리야 학파에 속한다.
- 아불 알라 마우두디, 20세기에 근대 이슬람 정치사상을 만들어냈다고 여겨지는 인물로, '쟈마트 에 이스라미'를 창설해, 이슬람의 지적 전통을 부활 시키려 하며 생애를 보냈다.
- 이스라 아후메드 (1932년 4월 26일 – 2010년 4월 14일)는 파키스탄의 울라마 중동, 서유럽, 북아메리카의 남아시아 디아스포라의 사이로, 특히 남부아시아에서 수행한다. 힛서르 (오늘의 하랴나)로 정부 공무원의 제2자로서 태어나 쟈마트 에 이스라미의 분파 탄지트 에 이스라미를 창시했다. 이슬람과 꾸란의 위대한 연구자.
- 무하마드 하미룻라 (1908년 2월 9일 - 2002년 12월 17일)는 학자, 울라마, 저술가, 스피의 한 무리에 속한다. 그는 세계적인 명성을 가지는 울라마로 인도의 국제법 학자로, 하디스의 연구, 꾸란의 번역, 이슬람 황금 시대의 연구의 발전, 거기에 서방에서의 이슬람 교육의 보급에 공적이 있다.
- 파즈르르 라후만은 시카고 대학의 이슬람 사상의 교수
- 와히드 하 SIMM 인도네시아 종교성의 초대 장관. 인도네시아·나후드와트르·울라마의 원두령. 그의 가장 잘 알려진 사상은 마드라사의 커리큘럼의 개혁이다.
- 세이드 호사인 나술
- 의무런 나잘 호세인 - '코란의 이르사렘'의 저자
- 쟈베드 아후마드 가미디는 잘 알려진 파키스탄의 울라마, 석의가, 교육자. 이전에는 쟈마트 에 이스라미의 멤버로, 자신의 스승 아민 아후서 이스라히의 사상을 전개하고 있다.
- 말레이시아의 사이드 무하마드 나키브 알=앗타스는 걸출한 형이상학 사상가.
- 남동 유럽에서 회의주의적인 '알 이븐 테오드라키스'의 가르침이 상당한 지지를 얻고 있다.

## 대표적인 철학자
- 킨디
- 파라비
- 이븐 시나
- 이븐 루시드
- 가잘리

## 관련 문헌

### 원전역
- '이슬람 철학 중세 사상 원전 집성 11' 죠오치 대학교 중세 사상 연구소 감수편역, 헤본사 2000년
- '과학의 명저 8 이븐 시나' 이토 슌타로우 해설, 이기라시 히토 역주 아침해 출판사 1981년

[이슬람 고전 총서] (전8권), 이와나미 서점,1978 - 87년
- 못라 새들러 / 이즈츠 토시히코 역·해설 '존재 인식의 길존재와 본질에 대해' 1978년
- 쟈라르 웃디 루미 / 이즈츠 토시히코 역·해설 '루미 어록'1978년
  - 후 '이즈츠 토시히코 저작집 10·11' (중앙공론사, 전11권별권 1)에 수록.
- 이븐 하즘 / 쿠로다 토시로우 역·해설 '비둘기의 목장식사랑과 사랑하는 사람들에 관한 론 고'1978년
- 가잘리 / 쿠로다 토시로우 역·해설 '철학자의 의도 이슬람 철학의 기초 개념'1985년
- 가잘리 / 나카무라 히로시 지로 역·해설 '중용의 신학 중세 이슬람의 신학·철학·신비주의'헤본사 동양문고, 2013년

### 철학사
- 올리버 리만 / 나카무라 히로시 지로 역 '이슬람 철학에의 문이성과 계시를 둘러싸고' 지쿠마 서점 1988년 / 치기미 학예 문고 2002년
- 올리버 리만 / 사토 리쿠오 역 '이슬람 철학이란 무엇인가 종교와 철학의 공방' 소우시사 2012년
- 무하마드 바키룩=서들 / 쿠로다 토시로우 역 '이슬람 철학' 미지골짜기 1994년
- 앙리 콜밴 / 쿠로다 토시로우·카시와기 히데히코 역 '이슬람 철학사' 이와나미 서점 1974년, 복간 1996년·2006년
- S. H. 나술 / 쿠로다 토시로우·카시와기 히데히코 역 '이슬람의 철학자들' 이와나미 서점 1975년
- 이즈츠 토시히코 '이슬람 사상사 신학·신비주의·철학' 이와나미 서점 1982년 / 중 공문고 1991년, 신장판 2005년
  - '이슬람 철학 이즈츠 토시히코 저작집 5' 중앙공론사, 1992년
- 이즈츠 토시히코 외 편 '이슬람 사상Ⅰ·Ⅱ'〔이와나미 강좌 동양 사상 제 3·4권〕이와나미 서점, 1988년
- 이즈츠 토시히코 '이슬람 철학의 원상' 노랑판 이와나미 신서 1980년, 복간 1998년·2013년 외.
  - 각 '초월의 말이슬람·유태철학에서의 신과 사람' 이와나미 서점 1991년에 수록
    - ※ 우물 주위의 낮은 울의 저작·논고·수상은 '이즈츠 토시히코 전집' (케이오 기쥬쿠 대학 출판회, 전12권별권 1)에 집대성.
- 무하마드 하미족 = 라 쿠로다 미요코 역 '이슬람 개설' 책방심수 2005년
- 쿠로다 토시로우 '이슬람의 구조 타우히드·샤리아·운마' 책방심수 2004년
- W. 몬고메리·와트 / 후쿠시마 야스오 역 '이슬람의 신학과 철학' 키노쿠니야 서점 1976년
  - 와트 / 쿠로다 토시로우·카시와기 히데히코 역 '이슬람·스페인사' 이와나미 서점 1976년
  - 와트 / 마키노 신야·쿠보 기묘 역 '무하마드 예언자와 정치가' 봐 주석 서점 2002년 (초판 1970년)
  - 와트 / 미키 히로시 역 '지중해세계의 이슬람 유럽과의 만남' 치기미 학예 문고 2008년 / 원판 지쿠마 서점〈지쿠마 총서〉1984년
- 리처드 벨 / 쿠마다 토오루 역 '이슬람의 기원' 지쿠마 서점〈지쿠마 총서〉, 1983년
  - 벨 / 의왕 히데유키 역 '코란 입문' 치기미 학예 문고, 2003년
- '샤트레 철학사 2 중세의 철학' 야마다정 감역, 하쿠스이사, 1976년, 신장판 1998년
  - ※ '고전기의 이슬람 철학과 신학' A. 바다위, 카시와기 히데히코 역 / '이븐 하르두' A. A.마렉, 카시와기 히데히코 역을 수록.
- '철학의 역사 3신과의 대화 중세 신앙과 지의 조화' 나카가와 쥰남 책임 편집, 중앙공론 신사, 2008년. '고전 이슬람의 철학' 외를 수록
- 이기라시 히토 '이슬람·르네상스', 1986년 / '지의 연쇄', 1983년 각·경초서방
- 나카무라 히로시 지로편 '이슬람 - 사상의 일강좌 이슬람 1' 지쿠마 서점, 1985년

### 영문판의 문헌
- Corbin, Henry (1993년 4월). 《History of Islamic Philosophy》. Liadain Sherrard (trans). London and New York: Kegan Paul International. ISBN 0-710-30416-1.
- History of Islamic Philosophy (Routledge History of World Philosophies) by Seyyed Hossein Nasr and Oliver Leaman [ed.]
- History of Islamic Philosophy by Majid Fahkry
- Islamic Philosophy by Oliver Leaman http://www.rep.routledge.com/article/H057
- The Study of Islamic Philosophy by Ibrahim Bayyumi Madkour
- Falsafatuna (Our Philosophy) by Muhammad Baqir al-Sadr

## 같이 보기
- 아리스토텔레스
- 스콜라학
- 이슬람 신학
- 신비주의
- 마호매드
- 이슬람 신비주의
- 12 세기 르네상스
- 인도·이슬람 철학
- 이슬람 과학
- 이스마이르파